# E' de' det här du kallar kärlek?
"E' de' det här du kallar kärlek?" (em português:  "Isto é aquilo a que vocês chamam amor?") foi a canção escolhida para representar a Suécia no Festival Eurovisão da Canção 1986, depois de ter sido escolhida no Melodifestivalen 1986. Foi interpretada em sueco por Monica Törnell e Lasse Holm. A referida canção tinha letra e música de lasse Holme e foi orquestrada por Anders Berglund.
Em Bergen a canção sueca foi a 17.ª a ser interpretada, a seguir à canção austríaca "Die Zeit ist einsam", interpretada por Timna Brauer e antes da canção dinamarquesa "Du er fuld af løgn", interpretada por Trax. A canção sueca terminou em quinto lugar, tendo recebido 78 pontos.
O duo fala-nos de alguém que se sente atraído por outra pessoa e que não pára de pensar nela e então pergunta aos ouvintes se o que ele/ela está a viver "É aquilo a que vocês chamam amor?".